# Montes Hijaz
Las montañas Hijaz (en árabe: جِبَال ٱلْحِجَاز‎, romanizado: Jibāl al-Ḥijāz (Hejazi pronunciation: [d͡ʒɪˈbaːl alħɪˈdʒaːz])) o "Cordillera de Hejaz" es una cadena montañosa ubicada en la región de Hejazi en el oeste de Arabia Saudita. La cadena montañosa corre de norte a sur a lo largo de la costa este del Mar Rojo, y por lo tanto puede ser tratada como si incluyera las montañas Midian, y como parte de las Montañas Sarawat, en términos generales.

## Geografía
La costa occidental de la península arábiga está formada por dos cadenas montañosas, la montaña Hijaz en el norte y las montañas Asir en el sur, con una brecha que abarca aproximadamente la mitad de la costa de la península. Desde una elevación de 2.100 metros, la cadena montañosa desciende hacia la vecindad de la brecha unos 600 metros.
La pared de la montaña cae abruptamente en el lado occidental hacia el Mar Rojo, dejando la estrecha llanura costera de Tihamah. Las laderas orientales no son tan empinadas, lo que permite que las lluvias raras ayuden a crear oasis alrededor de los manantiales y pozos de los pocos wadis.

### Río owadi
Se ha conjeturado que las montañas Hijaz son la fuente del antiguo río Pishon, que se describió como uno de los cuatro ríos asociados con el Jardín del Edén. Este es un componente de la investigación de Juris Zarins que ubica el Jardín del Edén en el extremo norte del Golfo Pérsico, cerca de Kuwait. El curso del río ahora seco, el actual Wadi al-Rummah y su extensión Wadi al-Batin, fue identificado por Farouk El-Baz dela  Universidad de Boston y lo denominó 'Río Kuwait'. Este sigue al noreste a través del desierto saudí durante 600 millas (965,6 km), siguiendo Wadi al-Batin hasta la costa del Golfo Pérsico. Se estima que el 'Pishon' o 'Kuwait River' y la ecología de la región de Hejazi se secaron hace 2500-3000 años.

## Fauna silvestre

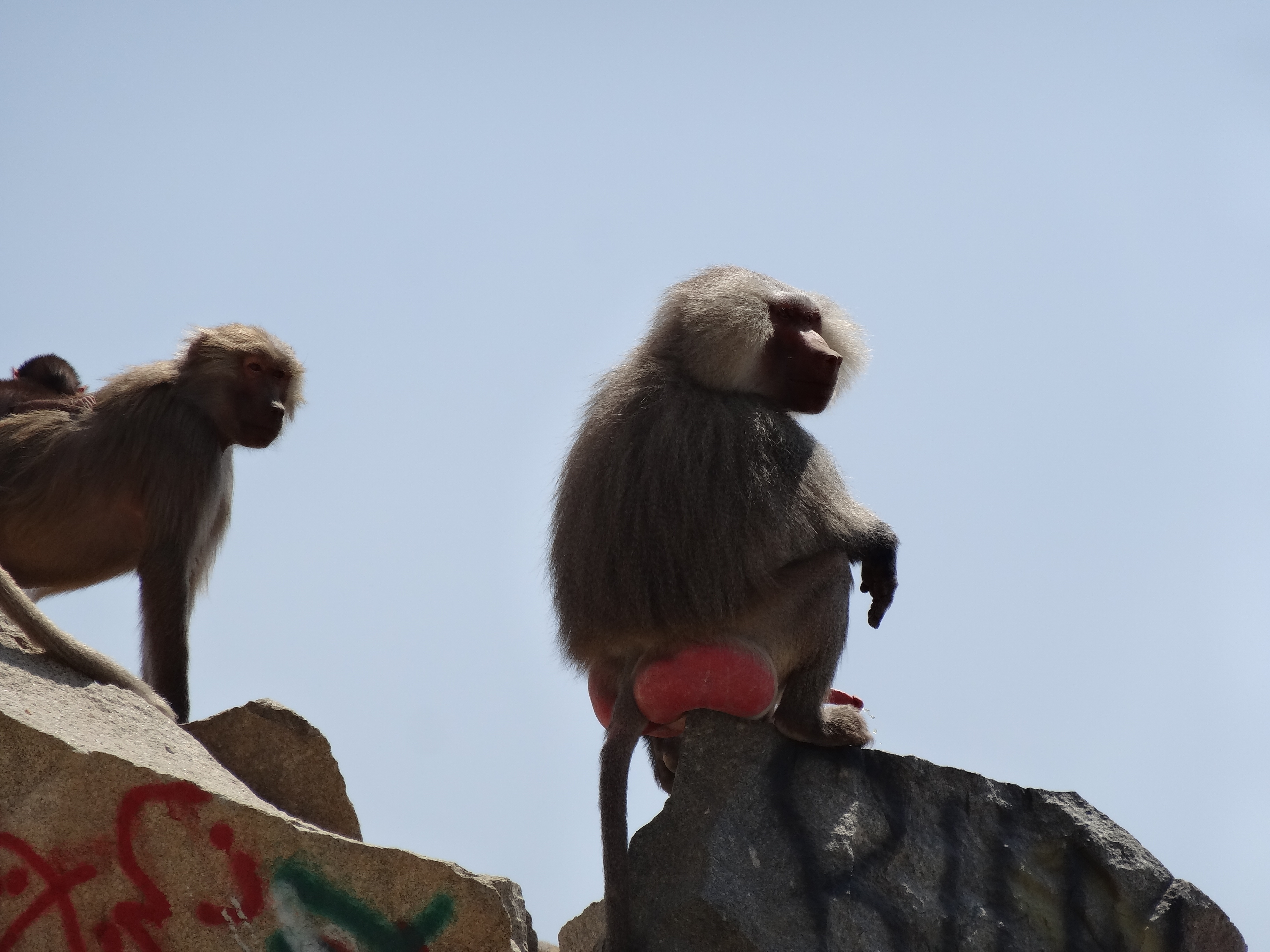
Babuinos Hamadryas cerca de Al Hada en la provincia de Makkah.

El leopardo árabe había sido avistado aquí. En la antigüedad, se informó que Musa al-Kadhim, descendiente de Mahoma, se encontró con un león en el desierto al norte de Medina. Los babuinos de Hamadryas se pueden ver cerca de los asentamientos, como los de Al Hada y Al-Shafa cerca de Ta'if.

## Minería
Esta región incluye el distrito de Mahd adh-Dhahab ("Cuna del Oro"), entre La Meca y Medina. Es la única fuente árabe conocida de cantidades trabajables de oro.